# Жанааул (Курчумский район)
Жанааул (каз. Жаңаауыл) — село в Куршимском районе Восточно-Казахстанской области Казахстана. Входит в состав Бурановского сельского округа. Код КАТО — 635243200.

## Население
В 1999 году население села составляло 508 человек (260 мужчин и 248 женщин). По данным переписи 2009 года в селе проживали 442 человека (232 мужчины и 210 женщин).